# Арипов, Абдулла Нигматович
Абдулла Нигматович Арипов (узб. Abdulla Nigʻmatovich Oripov; род. 24 мая 1961, Ташкент, Узбекская ССР, СССР) — государственный деятель Узбекистана, четвёртый премьер-министр Республики Узбекистан с 14 декабря 2016 года.

## Биография
Родился в столице Узбекской ССР Ташкенте 24 мая 1961 года. В 1983 году окончил Ташкентский электротехнический институт связи. Квалификация — инженер электросвязи.
С 1983 года по 1992 годы работал инженером электронщиком 1 категории на Ташкентской телефонно-телеграфной станции. Затем по 1993 год работал на должности главного специалиста в Министерстве связи новообразованной Республики Узбекистан. С 1993 по 1995 год занимал должность заместителя директора внешне-торговой фирмы «Узимпэксалока». Непродолжительное время работал на должности начальника отдела строительства и снабжения Министерства связи Республики Узбекистан. С 1995 по 1996 год работал генеральным директором СП «ТашАфиналАЛ». Далее недолго работал на должности начальника отдела приватизации и развития конкуренции Министерства связи Республики Узбекистан. В 1997 году работал на должности начальника отдела рыночных преобразований и ценных бумаг Узбекского агентства почты и телекоммуникаций. С 1997 по 2000 год работал на должности директора Фонда государственной поддержки развития почты и телекоммуникаций. С 2000 по 2001 год работал на должности первого заместителя генерального директора Узбекского агентства почты и телекоммуникаций.

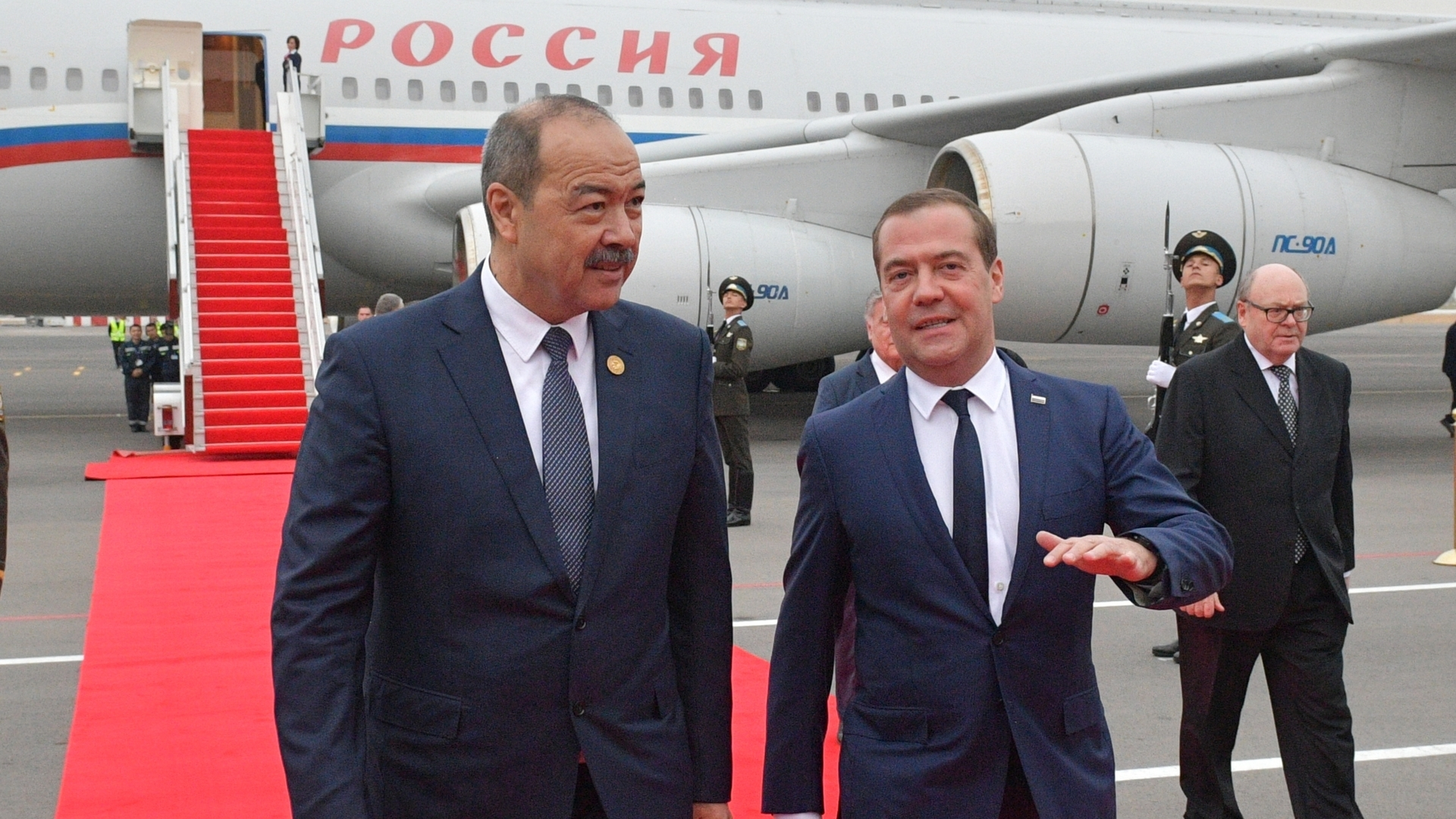
Премьер-министр Узбекистана Абдулла Арипов и Дмитрий Медведев, 2019 год

С 15 августа 2001 года работал на должности генерального директора Узбекского агентства почты и телекоммуникаций. 30 мая 2002 года назначен заместителем премьер-министра Республики Узбекистан — руководителем Комплекса по вопросам связи и информационно — телекоммуникационных технологий — Генеральным директором Узбекского агентства связи и информатизации. С 4 февраля 2005 года — заместитель премьер-министра — генеральный директор УзАСИ, руководитель Комплекса по вопросам информационных систем и телекоммуникаций. С октября 2009 года — также курирует социальную сферу, науку, образование, здравоохранение, культуру и отвечает за контакты с партнёрами по СНГ. С 22 августа 2012 года он попадает в опалу. Был снят с должности заместителя премьер-министра (тогда СМИ связали его увольнение с конфликтом, развернувшимся вокруг сотового оператора МТС-Узбекистан — «дочки» российской компании МТС).
C августа 2012 по сентябрь 2016 года работал преподавателем старшим в колледже связи города Ташкента. С 14 сентября 2016 года новый и. о. президента Узбекистана назначает его заместителем премьер-министра Республики Узбекистан — руководитель Комплекса по вопросам молодёжной политики, культуры, информационных систем и телекоммуникаций.

### Во главе правительства
12 декабря 2016 года на съезде правящей Либерально-демократической партии (узб. O‘zLiDeP) кандидатура Арипова была выдвинута на должность премьер-министра, рассмотрена и утверждена в ходе совместного заседания Законодательной палаты и Сената Олий Мажлиса 14 декабря.
По результатам парламентских выборов в стране в начале 2020 года он вновь был выдвинут на пост главы правительства, после голосования в парламенте Арипов продолжал возглавил вновь кабинет министров.
17 августа 2024 года Арипов отправился в Кабул, став самым высокопоставленным иностранным чиновником, посетившим Афганистан с момента возвращения Талибана в 2021 году.

## Семья
Женат, пять дочерей.

## Звания
Арипов — кандидат экономических наук, имеет звание доцента.

## Награды
- Орден «Фидокорона хизматлари учун» (2021 год)[7]
- Орден «Трудовая слава» (28 августа 2006 года) — за многолетний плодотворный труд по развитию промышленности, сельского и водного хозяйства, строительства, транспорта, связи и сферы услуг республики на уровне мировых стандартов, внедрение в производство достижений науки и техники, передовых технологий, вклад в повышение благосостояния народа, укрепление мира и стабильности в стране[8].
- Орден «Дружба».
- Орден «Достык» II степени (Казахстан, 4 мая 2021 года)[9]
- Орден Исмоили Сомони II степени (Таджикистан, 2018 год) — за весомый вклад в дело укрепления, расширения и развития отношений дружбы и добрососедства, а также культурно-гуманитарных, социально-экономических и научно-технических связей[10].